# 門出駅
門出駅（かどでえき）は、静岡県島田市横岡新田にある大井川鐵道大井川本線の駅である。

## 歴史
島田市は市や大井川流域の玄関となる新東名高速道路島田金谷インターチェンジ周辺の開発を計画し、その中で島田市・大井川農業協同組合（JA大井川）・大井川鐵道・中日本高速道路の4者で「賑わい交流拠点」の整備が進められた。交通結節点であることを観光に生かすため、2019年、拠点の一部として大井川本線に新駅を設置することが決まった。拠点の中核施設で農産物直売所やレストランなどで構成される「KADODE OOIGAWA」に直結する形で設計された。
JA大井川などが出資する「KADODE OOIGAWA」の運営会社が駅の命名権を取得し、「門出駅」と付けた。同時に、隣の五和（ごか）駅では地域活動団体が駅名をもじって合格駅として地域おこしを行っていたことからこれを「合格駅」に改称し、縁起のいい駅名として発信している。
2020年11月12日に「KADODE OOIGAWA」と共に開業した。大井川鐵道大井川本線の新駅は1985年に開業した日切駅以来35年ぶりであった。
なお開業以前、2003年（平成15年）8月17日に神尾駅構内で発生した土砂崩れに伴う一部区間不通の際、現在の門出駅のやや南側（新東名高架下付近）に「横岡駅」が仮設されていた。同年10月25日から翌2004年（平成16年）3月18日まで金谷駅と横岡駅の間で折り返し運転が行われた。

### 年表
- 2019年（令和元年）8月2日：新東名高速道路島田金谷インターチェンジ付近に計画されている賑わい交流拠点「KADODE OOIGAWA」に新駅を設置することに関係者が合意[3][4]。
- 2020年（令和2年）
  - 9月25日：開業日と駅名「門出駅」を発表[1][5][6]。
  - 11月12日：開業[1][8][7]。

## 駅構造
単式ホーム1面1線を有する地上駅。無人駅となっている。長いホームを必要とするSLの停車はしないこととし、ホームの長さを42メートルとした。待合室は隣接する「KADODE OOIGAWA」内にある観光案内所「TOURIST INFORMATION おおいなび」と共用している。

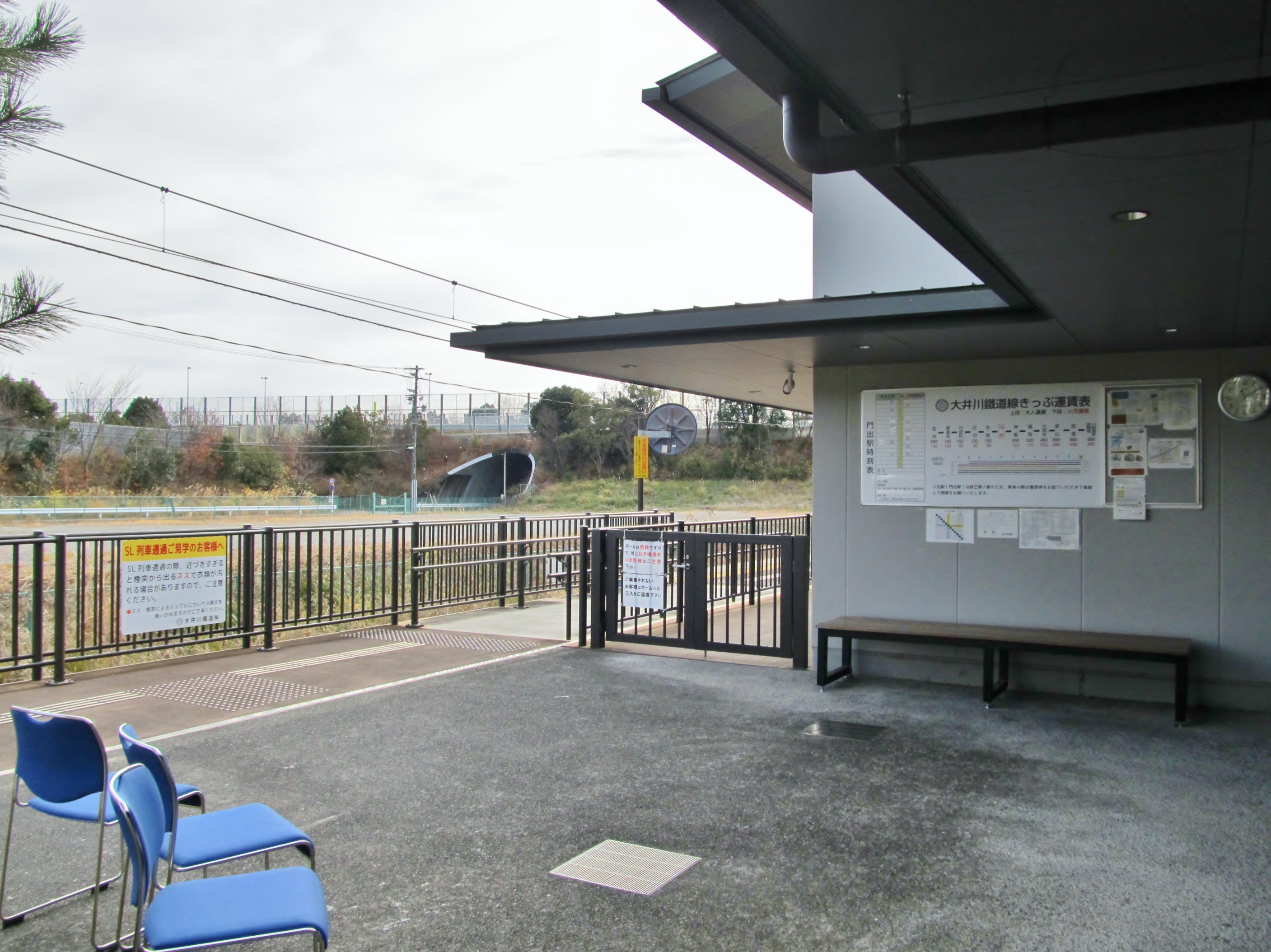
駅入口
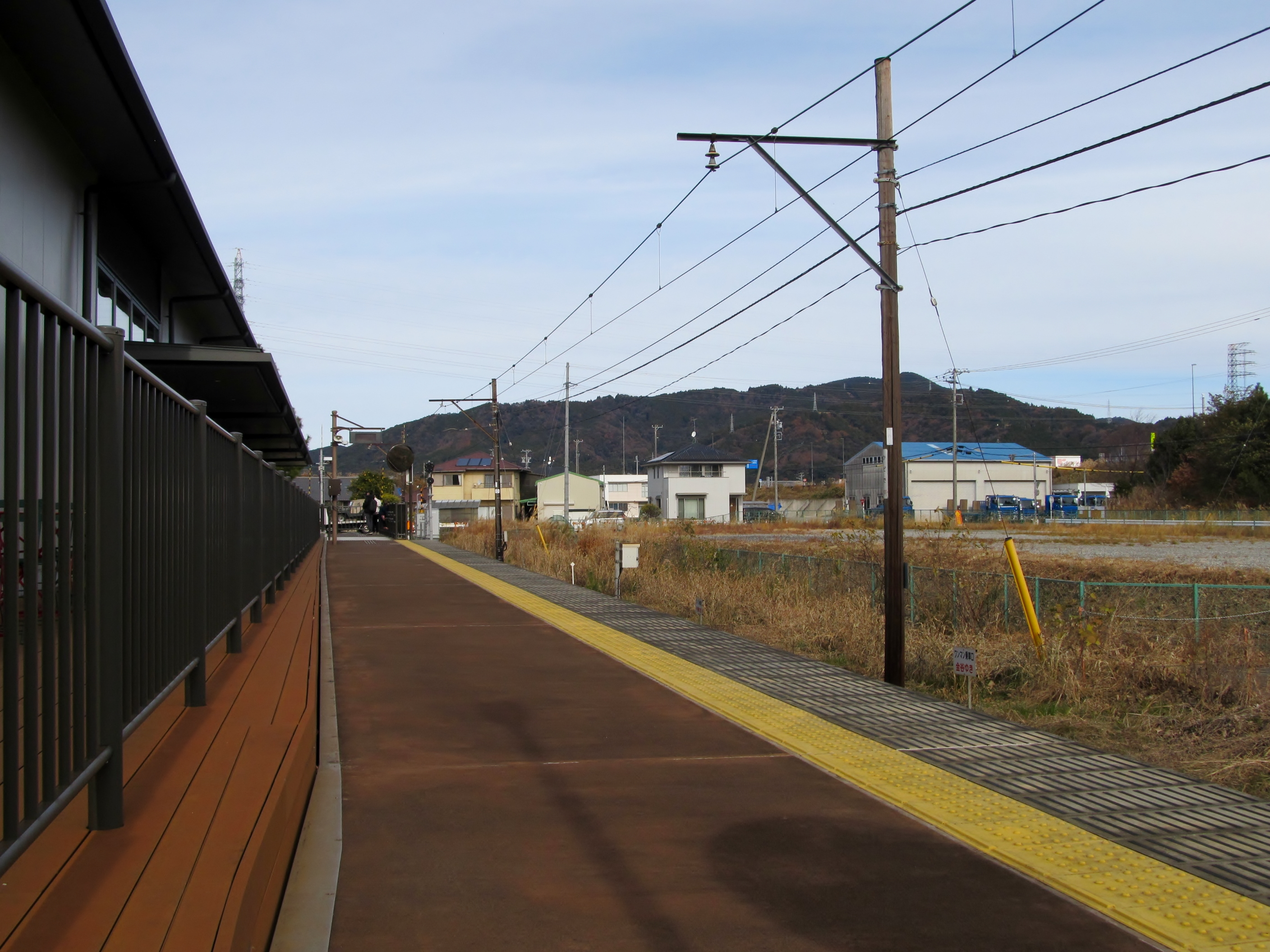
ホーム
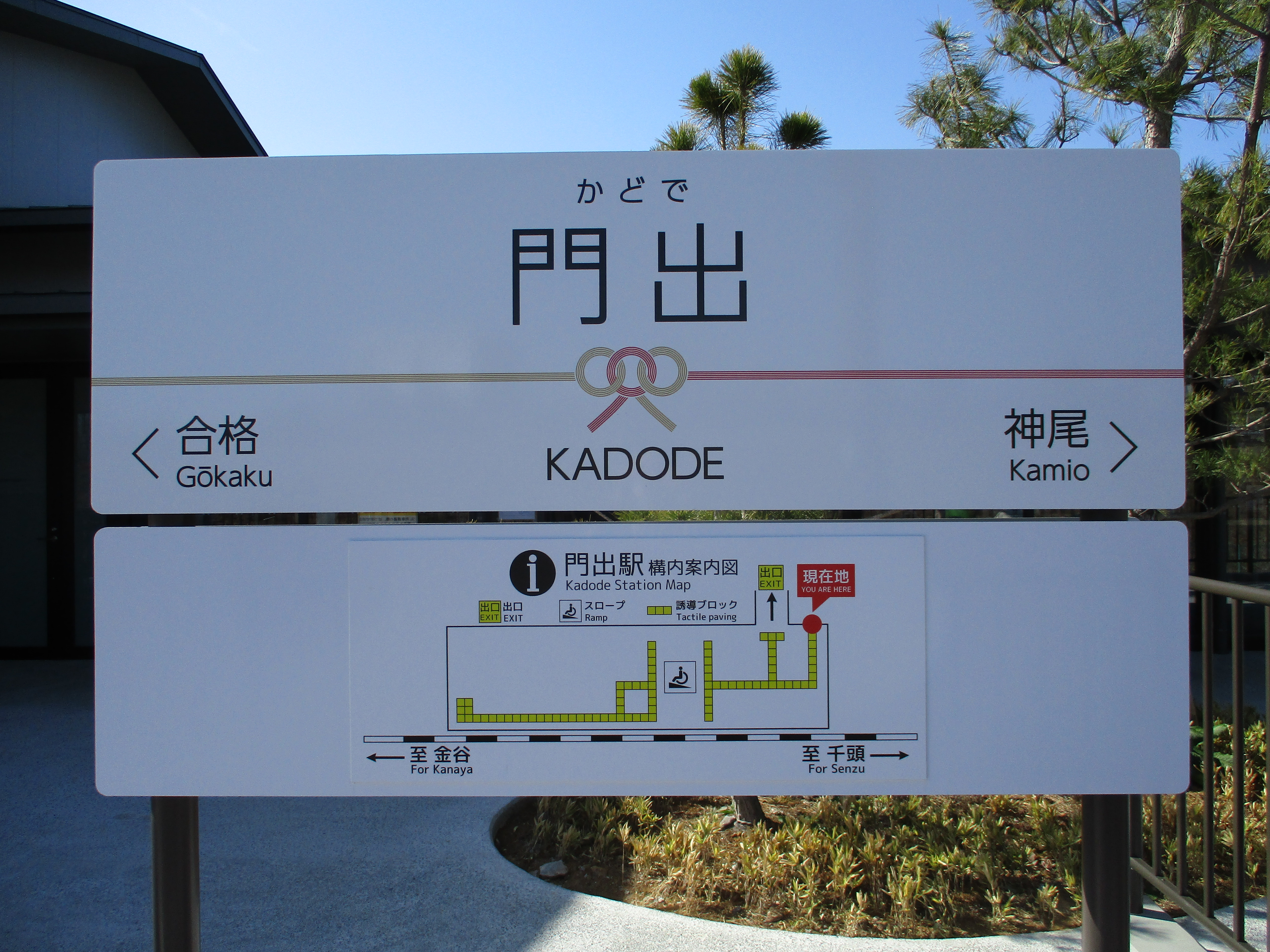
駅名標と構内案内図

## 駅周辺

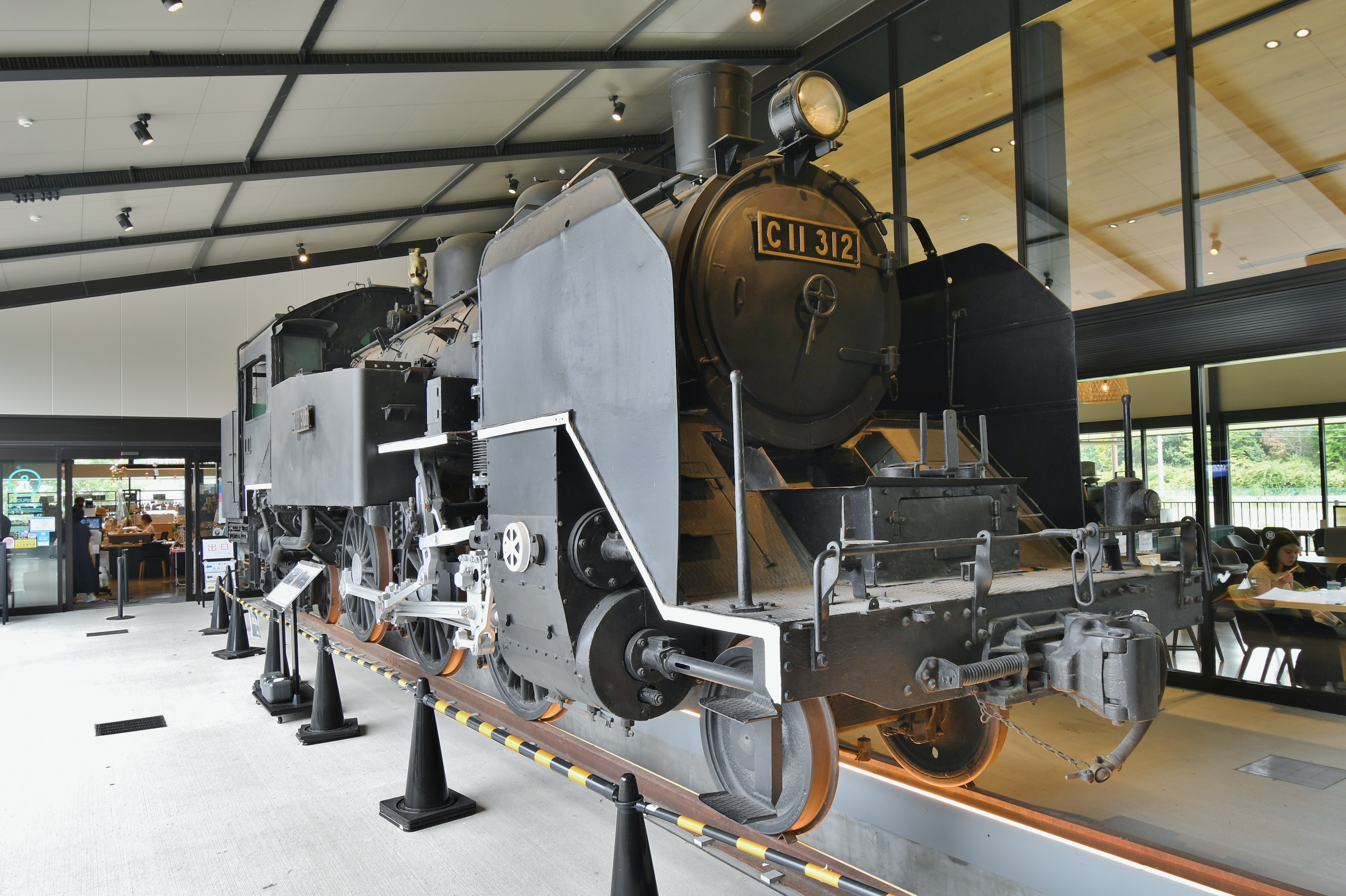
「KADODE OOIGAWA」で展示されているC11 312

設置の経緯から農産物直売所やカフェなどで構成される「KADODE OOIGAWA」に隣接する。「KADODE OOIGAWA」にはかつて大井川鐵道で動態保存されていたC11 312が展示されている。新東名島田金谷インターチェンジの周辺にあり、新東名高架下に整備した無料駐車場に駐車して大井川鐵道に乗車すること（パークアンドライド）も想定されている。
- 竹下大井神社
- 横岡宮の段古墳
- 新東名高速道路島田金谷IC
- 国道473号

## 隣の駅
大井川鐵道
■大井川本線
■普通
合格駅 - 門出駅 - 神尾駅